# Вольбуж
Вольбуж (пол. Wolbórz) — місто у Пйотрковському повіті, у Лодзинському воєводстві Польщі. Адміністративний центр ґміни Вольбуж.

## Історія

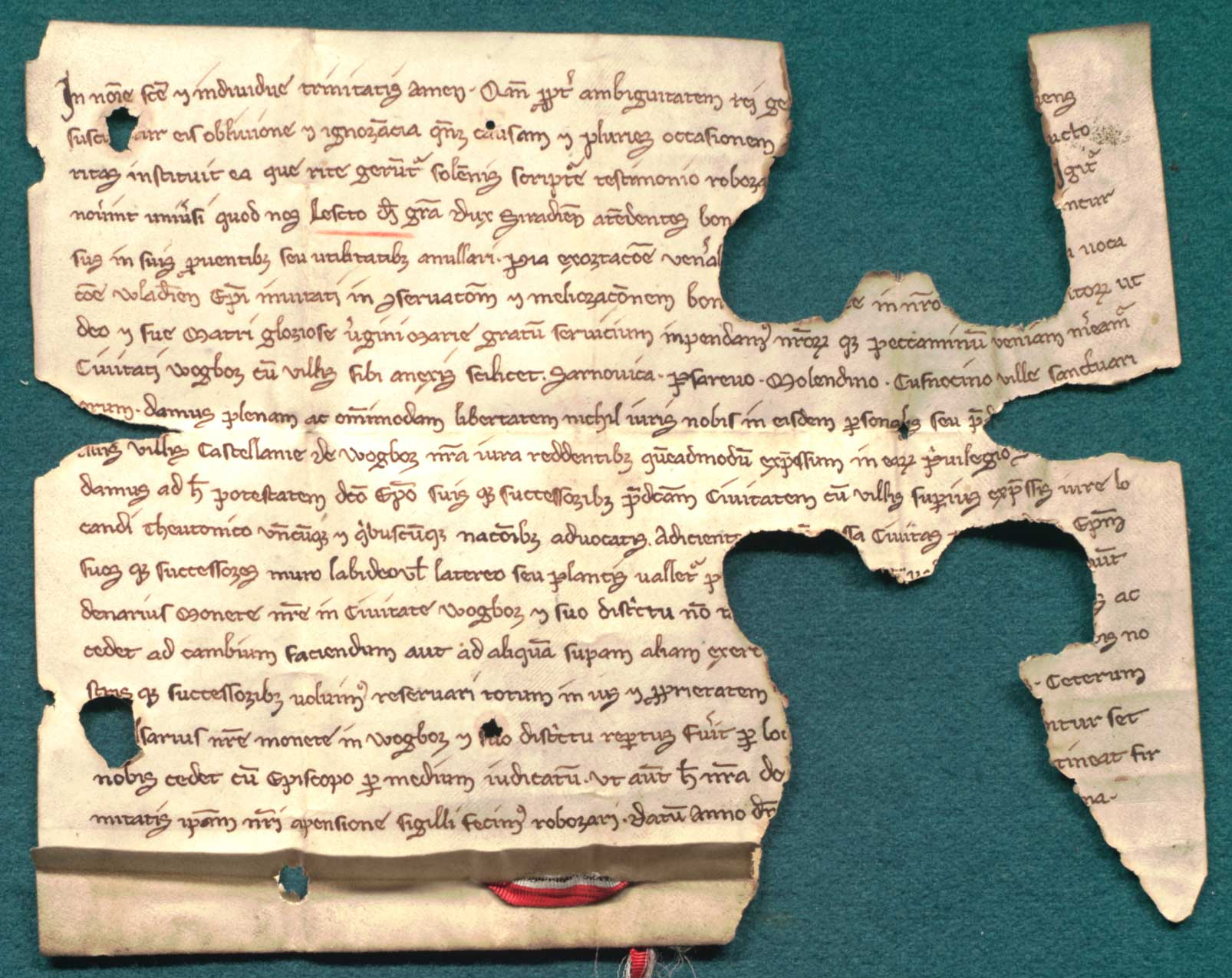
привілей на магдебурзьке право, 1273 р.

У 1273 році король Лешек Чорний видав привілей, яким надавав місту магдебурзьке право.
2 червня 1671 року внаслідок блискавки почалась пожежа, під час якої місто згоріло.

## Відомі люди
- Анджей Фрич Моджевський — уродженець та війт міста

### Померли
- Іван Дрогойовський (єпископ) — релігійний католицький діяч українського (руського) походження[2].
- Анджей Фрич Моджевський (правдоподібно[3]).

## Демографія
Демографічна структура станом на 31 березня 2011 року:
|          | Загалом | Допрацездатний вік | Працездатний вік | Постпрацездатний вік |
| -------- | ------- | ------------------ | ---------------- | -------------------- |
| Чоловіки | 1154    | 232                | 826              | 96                   |
| Жінки    | 1194    | 214                | 746              | 234                  |
| Разом    | 2348    | 446                | 1572             | 330                  |